# Ernestine Gwet Bell
Pour les articles homonymes, voir Gwet et Bell.
Ernestine Gwet Bell, née le 13 août 1953 à Sackbayémé au Cameroun, est une gynécologue obstétricienne camerounaise.
Pionnière de la fécondation in vitro (FIV) en Afrique subsaharienne, elle est à l'origine de la naissance du premier bébé-éprouvette camerounais en 1998.

## Biographie

### Enfance et famille
Ernestine Gwet Bell est née en 1953 à Sackbayémé, dans le département de la Sanaga-Maritime au Cameroun. Fille d'un père enseignant, prêtre qui deviendra pasteur et d'une mère infirmière sage-femme, Ernestine Gwet Bell fait partie d'une famille de six frères et sœurs.
Mariée, elle est mère de deux filles et d'un fils.

### Éducation et carrière
Ernestine Gwet Bell a fait ses études de médecine en France, à la faculté de médecine de l'Université Paris-Descartes. De retour au Cameroun, elle travaille d'abord à l'hôpital du Conseil des Églises baptistes et évangéliques du Cameroun (CEBEC) pendant une année, de manière bénévole (pour rendre ce que la mission lui a offert), ensuite à l'hôpital Laquintinie où elle passe 2 ans. En 1987, elle ouvre la Clinique Odyssée, une clinique privée devenue l'une des installations médicales gynécologiques les plus réputées du Cameroun.
Gynécologue camerounaise internationalement connue,,, elle fonde avec cinq amis médecins (Berthe Bollo, Guy Sandjon, Monique Onomo, Nicole Akoung, et Christian Pany) le premier centre du Cameroun pour la fertilité assistée.
En 1998, elle supervise les travaux pour la naissance de Thommy, le premier bébé-éprouvette camerounais issu de la fécondation in vitro (FIV),,.
En 2004, son équipe met en pratique l’injection intracytoplasmique de spermatozoïde (ICSI), une technique innovante conçue en 1992 pour lutter contre des stérilités masculines dans le cadre des FIV. En août 2007, elle et son équipe étaient responsables de la naissance de 500 bébés par FIV.

### Engagement et œuvres sociales
Engagée, elle mène plusieurs combats sociaux contre l’infertilité, l’autisme, ou le VIH et le sida au Cameroun.
- En soutien à l'un de ses neveux, autiste, elle fonde en 2005 l'Orchidée Home, dont la mission est d'aider les enfants autistes et leurs parents[4]. Elle a également organisé le premier congrès sur l'autisme au Cameroun deux ans plus tard[4].
- Présidente du syndicat des médecins privés du Cameroun[9].
- Présidente du Groupe inter-africain d’étude, de recherche et d’application sur la fertilité, et ancienne gouverneure du district 403 B1 du Lions Clubs International[12].